# 石川県銭屋五兵衛記念館
石川県銭屋五兵衛記念館（いしかわけんぜにやごへえきねんかん）は、北前船で財をなし「海の百万石」と謳われた豪商銭屋五兵衛に関する展示を行っている博物館。所在地は石川県金沢市金石（かないわ）本町ロ55。
併設して銭屋の本宅の一部を移築した「銭五の館」がある（金沢市普正寺町参字85-1）。

## 利用案内

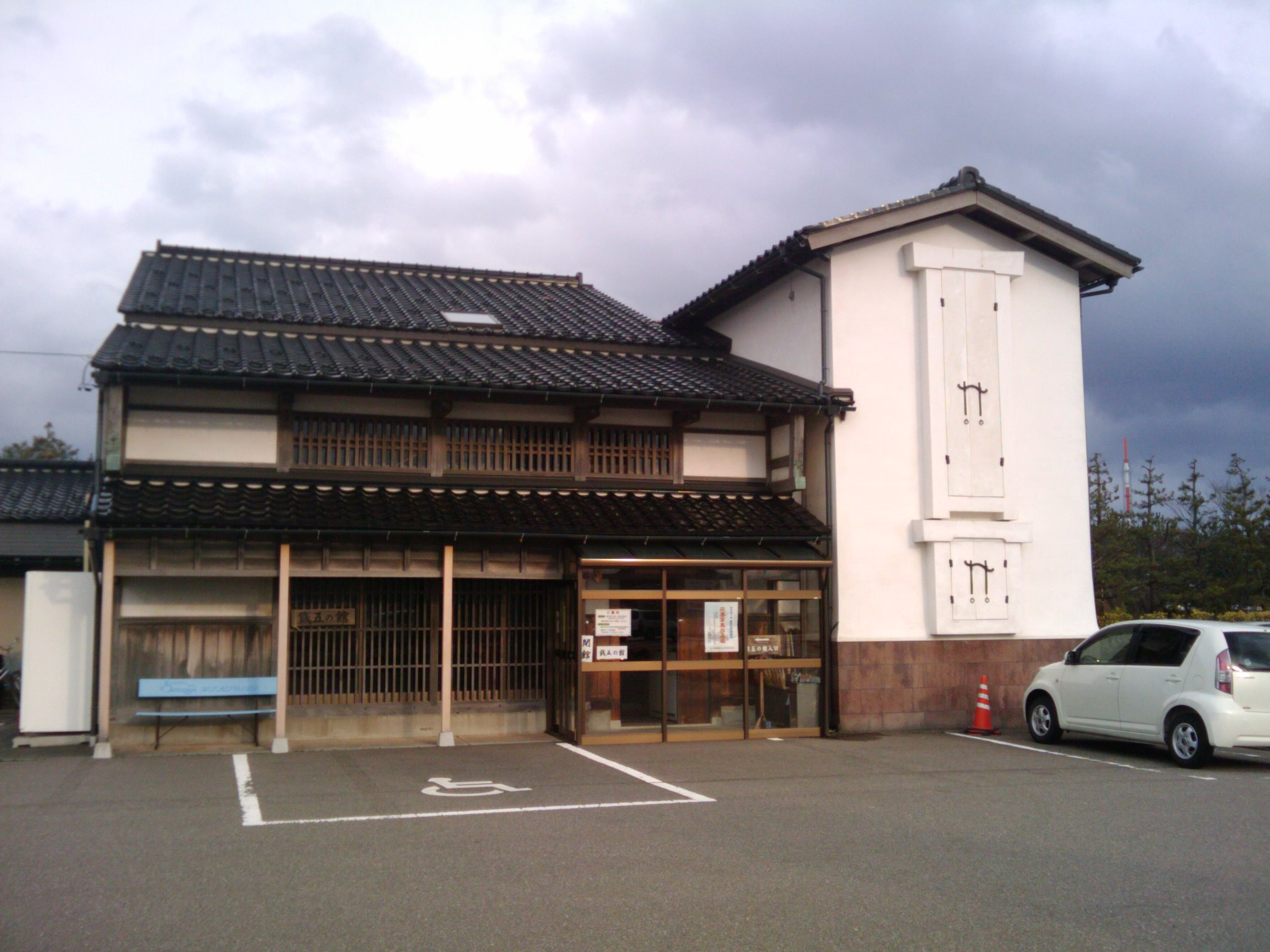
銭五の館

開館時間
9:00 - 16:00
休業日　　　
12月 - 4月は火曜休（祝日の場合は翌日休）
入場料（記念館・銭五の館共通入館料）　　　
大人- 500円
団体（20名以上）割引あり　　　
小・中・高校生 - 350円

## 交通アクセス
公共交通
- JR金沢駅近くの北陸鉄道バス「中橋（なかばし）」バス停より 60番金石ゆき、61番大野ゆき、63番大野港ゆきで、それぞれ西警察署前バス停下車。徒歩約5分。

車
- 金沢市中心部からは石川県道17号金沢港線を金石方面へ。
北陸自動車道金沢西ICもしくは金沢東ICからは約10分程度。